# Raffles Place
Raffles Place – węzłowa stacja podziemna Mass Rapid Transit (MRT) na North South Line i East West Line w Singapurze. Stacja znajduje się w finansowym centrum Raffles Place.